# Teología
La teología (del griego θεος [theos], ‘dios/deidad’, y λογος [logos], ‘estudio) es la disciplina que estudia a Dios, y se fundamenta en los textos sagrados, la tradición y los dogmas religiosos.
La teología a su vez se puede dividir en ramas como la teología natural, teología dogmática, teología moral, etc. A estas se las puede calificar de cristianas; «católicas», «protestantes», «ortodoxas», etc. Existe una retórica sagrada o cristiana, el Ars Praedicandi, de importante desarrollo medieval. Ciertamente, gran parte de todas estas disciplinas posee profundo desarrollo en los ámbitos correspondientes a las distintas religiones, si bien es en las llamadas «religiones del libro», especialmente en la cristiana, donde disfrutan de mayor especificidad. Dos distinciones contemporáneas muy extendidas, que designan meramente corrientes de pensamiento y no campos disciplinares, son teología de la liberación y teología negativa. El término «ciencias eclesiásticas» (aun vigente a fines del XVIII en la obra de Juan Andrés) englobaba la "teología", derecho canónico, derecho eclesiástico, historia de la Iglesia y escriturística, que ahora caen bajo la teología.

## Origen del término
El empleo de esta palabra se atribuye al pensamiento politeísta de la Antigua Grecia, y a los filósofos griegos el siglo IV y el siglo V a. C. Este término fue usado por primera vez por Platón en la República para referirse a la comprensión de la naturaleza divina por medio de la razón, en oposición a la comprensión literaria propia de sus poetas coetáneos. Adimanto preguntó a Sócrates cuáles serían las líneas generales de las razones que podríamos dar sobre los dioses (οἱ τύποι περὶ θεολογιάς τίνες ἄν εἶεν;, Rep. II, XVIII, citado por Platón). Más tarde, Aristóteles empleó el término en numerosas ocasiones con dos significados:
- Teología al principio como denominación del pensamiento mitológico inmediatamente previo a la Filosofía, en un sentido peyorativo, y sobre todo usado para llamar teólogos a los pensadores antiguos no-filósofos (como Hesíodo y Ferécides de Siros).[3]
- Teología como una rama fundamental y la más importante de la Filosofía, también llamada filosofía primera o estudio de los primeros principios, más tarde llamada Metafísica por sus seguidores y que para distinguirla del estudio del ser creado por Dios, nace la filosofía teológica que se la denomina también teodicea o teología filosófica (véase Teodicea).[3]

San Agustín tomó el concepto teología natural (theologia naturalis) de la gran obra Antiquitates rerum divinatum de Marco Terencio Varrón, como única teología verdadera de entre las tres presentadas por Varrón: la mítica, la política y la natural. Sobre esta, situó la teología sobrenatural (theologia supernaturalis) basada en los datos de la revelación y por tanto considerada superior. La teología sobrenatural, situada fuera del campo de acción de la filosofía, no estaba por debajo, sino por encima de esta y la consideraba su sierva, que la ayudaría en la comprensión de Dios.
Teodicea es un término empleado actualmente como sinónimo de teología natural. Fue creado en el siglo XVIII por Leibniz como título de una de sus obras: «Ensayo de Teodicea. Acerca de la bondad de Dios, la libertad del hombre y el origen del mal», si bien Leibniz se refería con teodicea a cualquier investigación cuyo fin fuera explicar la existencia del mal y justificar la bondad de Dios.

## En las religiones abrahámicas

### Cristianismo

#### Apología cristiana
La apología cristiana (del griego ἀπολογία, "defensa verbal, discurso en defensa") es el área de la teología que se especializa en usar argumentos racionales para defender y difundir el cristianismo. Los apologistas cristianos defienden su punto de vista por medio de evidencia histórica, argumentos filosóficos, evidencia científica y el razonamiento lógico, entre otros. Pese a que algunos creacionistas son considerados apologistas, generalmente son una minoría en esta área de la teología. 

#### Teología católica
El término teología, por tanto, no es inicialmente de origen cristiano. Solo a través de un proceso progresivo se impone tanto en Oriente como en Occidente el uso cristiano del término «teología». Para Clemente de Alejandría, indica el «conocimiento de las cosas divinas». Para Orígenes expresa la «verdadera doctrina sobre Dios y sobre Jesucristo como Salvador». Corresponde a Eusebio el privilegio de haber aplicado por primera vez el atributo theologos a Juan el Evangelista, ya que en su evangelio escribió una «eminente doctrina sobre Dios». A partir de él, la Iglesia Católica afirma que la teología indica la verdadera doctrina, la cristiana, en oposición a la falsa doctrina que enseñaban los paganos y los herejes.
El término teología es una palabra compuesta que, en su significado literal, puede indicar un hablar de Dios, o bien un discurso sobre Dios. Si en términos generales la teología es una reflexión sobre Dios (y en este sentido existe también una teología filosófica), en el sentido más corriente de la Iglesia católica es una reflexión que intenta conocer y comprender la fe a partir de la razón. Así pues, la teología católica presupone la fe como fundamento experiencial e intenta en ella y a través de ella el conocimiento y la comprensión de la fe. En otras palabras, es una actividad intelectual, metódica y crítica que presupone la adhesión a la fe católica. Para indicarla sintéticamente, se resume a menudo a la fórmula de Anselmo de Canterbury: "Fides quaerens intellectum": "La fe busca entender" (la teología es la voluntad de la fe de comprender).
En la constitución del saber teológico católico pueden indicarse su objeto, sus fuentes y su lugar. El «objeto» de la teología es Dios —de manera directa—, y el mundo y el hombre a la luz de Dios. Las «fuentes del conocimiento teológico» y sus criterios de verdad son la razón humana y la revelación divina, de manera privilegiada. El «lugar» de la teología es la Iglesia como comunidad de fe y de cristianismo.
De aquí deriva que la Iglesia tiene que poder establecer de forma autorizada criterios para la reflexión teológica. Según la Iglesia católica, la investigación y el trabajo teológico se inscriben dentro de un saber racional, cuyo objeto es dado por la «revelación» —es decir, la Palabra de Dios— transmitida e interpretada por la Iglesia bajo la autoridad del Magisterio —ya que es imposible evitar la mediación de la Iglesia—, y acogida por la fe (importancia del asentimiento de la comunidad). La teología en algunos casos llegó a un alto nivel de especulación y elaboración. Este saber racional ha sido considerado ciencia por los teólogos y por no-teólogos en el pasado medieval y en épocas contemporáneas, aunque para otros del pasado o contemporáneos no es una ciencia. En gran medida, esto se explica porque el concepto de ciencia ha variado y aún en diferentes épocas no es homogéneo.
La Teología se pregunta acerca de la naturaleza, las propiedades y la esencia de Dios usando como fuente la Revelación y como método la lógica trinitaria. En este sentido la Teología católica es en su mayor parte igual que otra teología cristiana. También estudia otras cuestiones, como por ejemplo la soteriología, la mariología, la predestinación, la escatología, la ética teológica y, según algunos autores, la apologética.
El primer milenio después de Cristo se caracterizó por la unidad entre el saber teológico y el ministerio pastoral de los obispos. Algunos de los mayores teólogos fueron los grandes doctores de la Iglesia. Y estos, con algunas excepciones, fueron obispos. El magisterio del obispo se desarrollaba siendo teólogo y viceversa; poniendo de manifiesto la unidad y la complementariedad de las dos funciones. La teología era considerada como comentario y esfuerzo de penetración en la Palabra de Dios para poder vivirla concretamente.
En Occidente, es sobre todo Agustín el que mantuvo con vigor el sentido religioso de teología: se comprende así la teología como el esfuerzo por penetrar cada vez más en la inteligencia de la Escritura y de la Palabra de Dios. Anselmo de Aosta avanzó en la comprensión de la teología y consideró el principio básico de la teología: quaero intelligere ut credam, sed credo ut intelligam (busco entender para creer, pero creo para poder entender).
En el Medioevo surgieron múltiples cismas en torno a la naturaleza de Cristo y en referencia a la virginidad de María. Con respecto a esta última, la controversia en parte giraba en que en Mateo 1:23 el ángel anuncia el nacimiento en condición virginal, mientras que Isaías en su profecía alude a una almah que en hebreo significa niña o jovencita, pero no a una bethulah que significa virgen. Este es un pequeño ejemplo de las dificultades de la teología, al tener que encontrar la no contradicción entre los argumentos filológicos y filosóficos, y las afirmaciones dogmáticas del Magisterio de la Iglesia católica, sostenidas por ser «asistidas por el Espíritu Santo».

#### Teología protestante
A partir de Lutero se inició un nuevo recorrido teológico, separado e independiente respecto de la teología tradicional católica. Surge así la teología protestante, que difiere de la católica en cuestiones doctrinales que son consideradas fundamentales:
- La Biblia es considerada infalible Palabra de Dios y el texto más importante de todos los libros del mundo. No existen documentos diferentes a la Biblia que sean aceptados como infalibles. Además, de estar basada en el llamado canon de palestina o canon hebreo que consta de 39 libros, a diferencia de la Biblia católica que contiene 46 libros, pues está tomada del canon de Alejandría que contiene siete libros más, llamados apócrifos por la tradición protestante y, también llamados libros deuterocanónicos por la tradición católica.
- No se acepta adoración a ninguna clase de imagen ni a persona humana alguna. Por lo tanto, no se acepta la postración frente a imagen alguna.
- No se acepta la existencia del purgatorio.
- No se reconoce a la Virgen María ni a ningún otro personaje bíblico o histórico como intercesor ante Dios.

Cabe mencionar que, dentro de la Teología protestante, se destacan 5 puntos que resumen la Teología o creencias:
- Sola Fide
- Sola Gratia
- Sola Scriptura
- Solus Christus
- Soli Deo Gloria

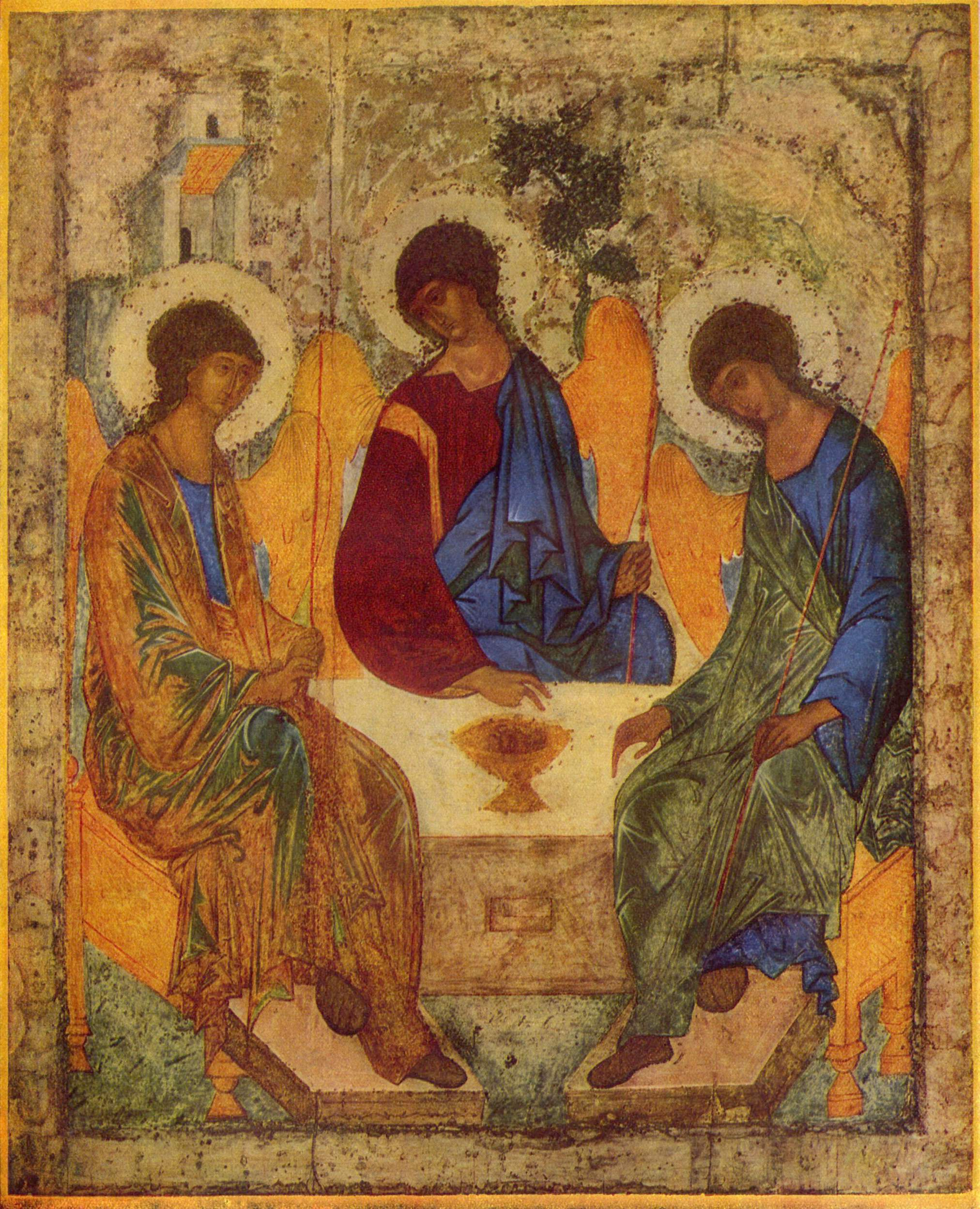
La “hospitalidad de Abraham”, de Andréi Rubliov: los tres ángeles representan a las tres personas de Dios.

Lo cual significa que la Salvación es por la Sola Fe (Sola Fide), por la Sola Gracia de Dios (Sola Gratia), por la Única Obra intercesora de Cristo (Solus Christus), dando así la Gloria Solamente a Dios (Soli Deo Gloria) pues el hombre no tiene parte en la salvación. Asimismo, se enfatiza la suficiencia de la Palabra de Dios expresada en la Biblia, con el fin de conocer al Dios verdadero al revelarse este hacia los hombres (Sola Scriptura).

#### Teología ortodoxa
La teología ortodoxa oriental se caracteriza por su trinitarismo monoteísta, la creencia en la encarnación del Logos (hijo de Dios), un equilibrio entre la teología catafática y apofática, una hermenéutica definida de la tradición sagrada, una eclesiología concreta, y una soteriología terapéutica.
Los cristianos ortodoxos creen en un único Dios que es a la vez uno y trino (Padre, Hijo y Espíritu Santo), aunque apunta que se trata de “una esencia indivisible” presente en los tres. La sagrada trinidad está formada por tres personas distinguibles y distintas (hipóstasis), que comparten una esencia divina (ousia) no creada, inmaterial y eterna. El padre es la fuente eterna de divinidad, de la que el hijo la obtuvo y también del padre la obtuvo el Espíritu Santo. La ousia de Dios es algo que está más allá de la comprensión humana y no puede ser definida ni tratada por el entendimiento humano.

### Islam
Kalam (علم الكلم) es una de las ciencias religiosas del islam. En árabe, la palabra significa ‘discusión’ y se refiere a la tradición islámica de buscar principios teológicos por medio de la dialéctica. Un estudioso del Kalam es llamado mutakallam.

## En culturas antiguas

### Mitología grecolatina

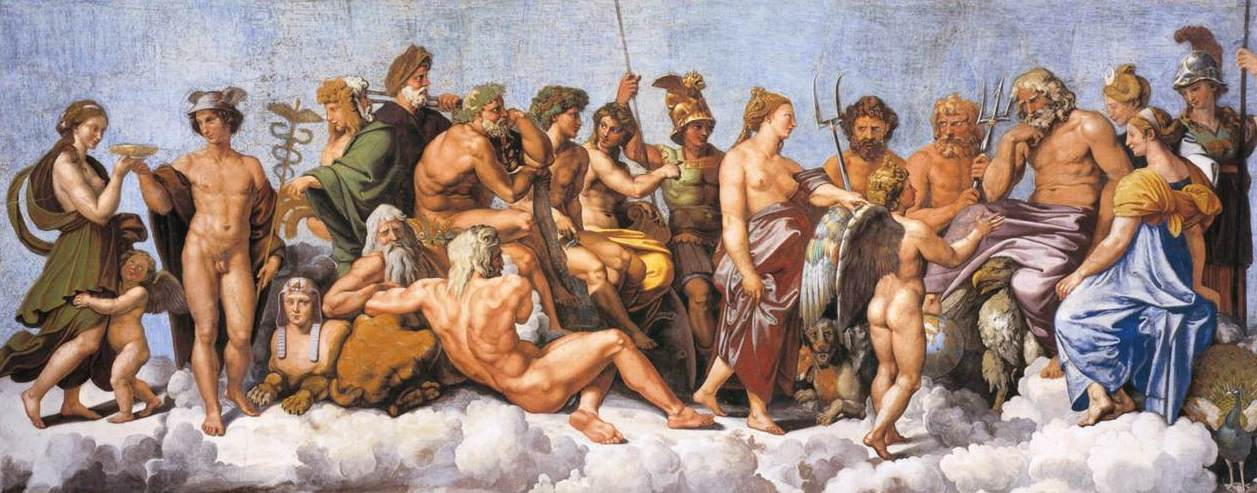
Los Dioses Olímpicos de Grecia

Mitología clásica, mitología grecorromana o grecolatina es la mitología de la civilización clásica grecorromana, un cuerpo de narraciones míticas esencialmente común (tras adaptar los romanos el panteón de la religión griega a su propia religión original -religión romana-), aunque los nombres de los dioses sean distintos en griego y en latín. Ambas mitologías convergieron en el siglo I a. C.
En la antigüedad grecorromana existieron eruditos que escribieron obras filosóficas en donde trataban el tema del politeísmo de manera racional, como son el De natura deorum de Cicerón, o algunos textos de Epicuro como la Carta a Meneceo. También entran aquí textos como De divinatione de Cicerón, De la naturaleza de las cosas de Lucrecio, y Meditaciones de Marco Aurelio.

### Teología egipcia

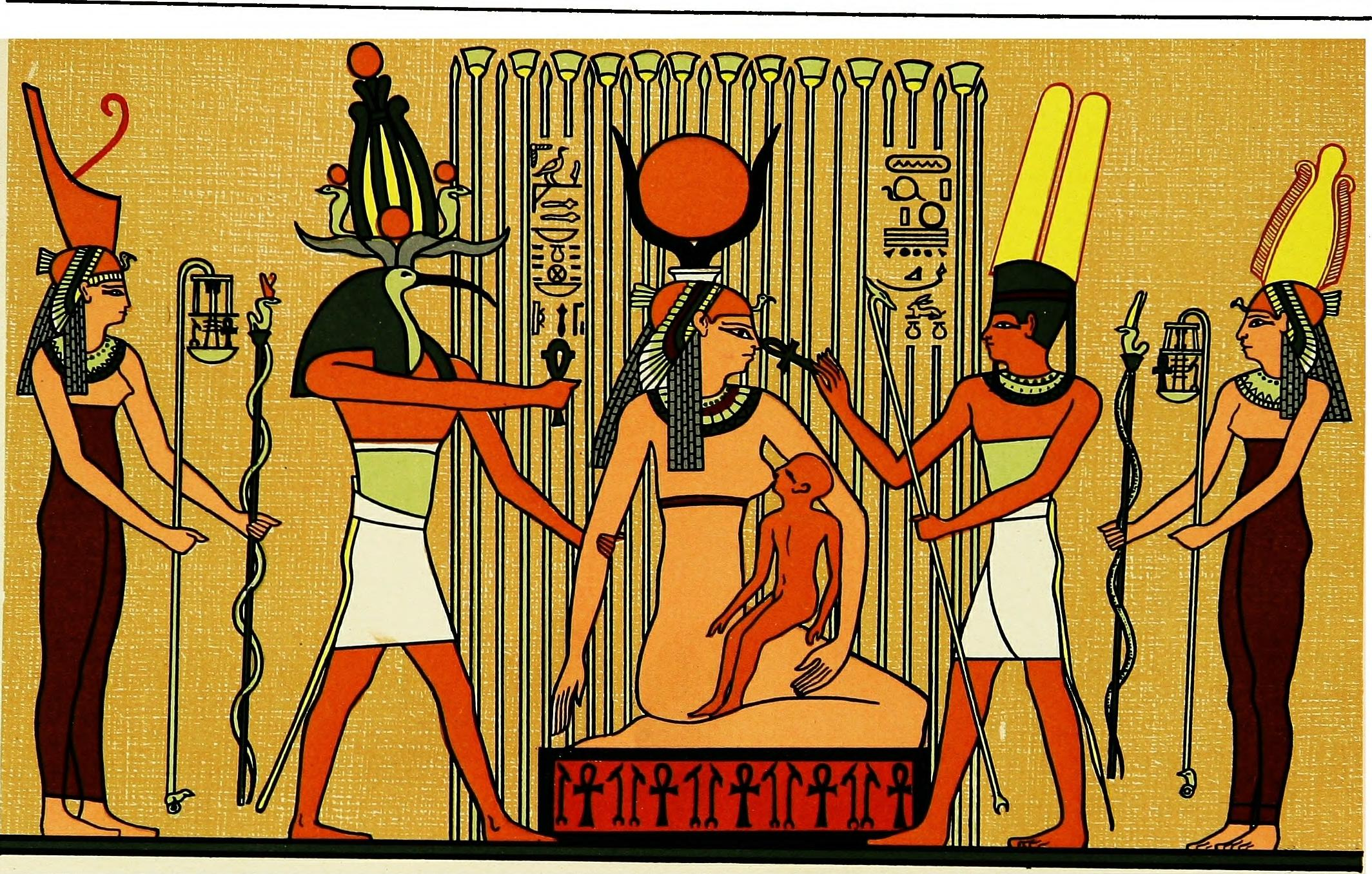
Papiro con la representación de una parte de los dioses egipcios

La religión del Antiguo Egipto comprende las varias creencias religiosas y rituales practicados en el Antiguo Egipto por más de tres milenios: desde el período predinástico hasta la adopción del cristianismo en los primeros siglos de esta era. Estas creencias se centraban en la adoración de múltiples deidades que representaban varios aspectos de la naturaleza, simbolizando ideas y funciones de poder, expresados por medio de complejos y variados arquetipos.
La religión egipcia tuvo como principal objetivo la interacción entre los seres humanos y los dioses. Se creía que estos dioses estaban presentes en todos los aspectos del mundo natural, aunque su verdadera naturaleza se mantuvo. También eran muy sensibles por su sexualidad [citation needed].
Estas deidades eran adoradas con ofrendas y oraciones por los faraones, en los santuarios de los templos. El pueblo los veneraba durante las procesiones, expuestos en templetes exteriores, sobre barcas rituales portadas por los sacerdotes. Apoyados por la realeza, destacaron diferentes dioses en diversos períodos de la historia egipcia y los mitos asociados con ellos cambiaron con el tiempo, así que Egipto nunca tuvo una jerarquía coherente de deidades o una mitología unificada; sin embargo, la religión contenía muchas creencias generales. Entre ellas se encuentra la divinidad del faraón, que ayudaba a unificar políticamente el país,2 y creencias más complejas sobre una vida más allá, que dio lugar a la elaboración de las complejas costumbres funerarias egipcias: embalsamamiento, momificación, enterramientos rituales en ricos complejos funerarios, con templos funerarios, pirámides, mastabas, etc.

### Teología nórdica

Mueren riquezas, mueren parientes, igual morirás tú; la gloria tan sólo no muere jamás, de aquel que ganársela logra. Hávamál, estrofa 76.

La mitología nórdica era una colección de creencias e historias compartidas por los pueblos germanos septentrionales. Es importante señalar que esta mitología no era compartida por los pueblos nórdicos de etnia urálica (fineses, estonios y lapones) ni báltica (lituanos y letones), quienes poseían una propia (aunque parecida). No era una religión revelada, pues no había una verdad entregada por los divinos a los mortales (a pesar de que tiene relatos de personas normales aprendiendo las historias de los dioses de una visita de, o a, ellos), y no tenía un libro sagrado. Esta mitología era transmitida oralmente en forma de una larga y regular poesía. Dicha transmisión continuó durante la era vikinga, y nuestro conocimiento sobre ella está basado principalmente en las Eddas y otros textos medievales escritos durante o después de la cristianización.
En tiempos recientes ha habido un resurgir de las creencias de los antiguos pueblos vikingos; sus adeptos, quienes se consideran como odinistas o asatruar han escrito obras y artículos en defensa de un paganísmo racional.
En una entrevista en 1992, Jörmundur Ingi Hansen expresó su visión sobre varios temas teológicos, incluido la naturaleza de los dioses y la base de sus creencias paganas:
Desde mi perspectiva, el mundo en su naturaleza se divide en dos, las fuerzas constructivas, Æsir, y las fuerzas destructivas que nosotros llamamos Jötnar. <…> Ásatrú o paganismo es, básicamente, solo para darse cuenta de esta dicotomía y tomar partido por el flanco de los Æsir. La mejor manera de hacer eso, en mi opinión, es ser auto-consistente, vivir en armonía con la naturaleza, asociarse a ella con respeto y someterse al orden público. <...> Los dioses forman las moradas de la gente, la tierra y el sistema solar a partir del material que ya existe. En este contexto podemos considerar a las fuerzas de la naturaleza como los dioses en sí mismos y en gran medida, eso es lo que la gente hacía en la antigüedad.